# Golet de Doucy
Le Golet de Doucy  est un col de montagne situé à 1 329 m d'altitude entre le mont Julioz à l'ouest et la montagne du Charbon à l'est, dans le massif des Bauges, dans le département de la Savoie.

## Géographie
Le Golet de Doucy n'est accessible qu'à pied par le sentier de grande randonnée du tour des Bauges. Il situé au milieu d'alpages entre les communes de Doucy-en-Bauges au sud et Bellecombe-en-Bauges au nord.

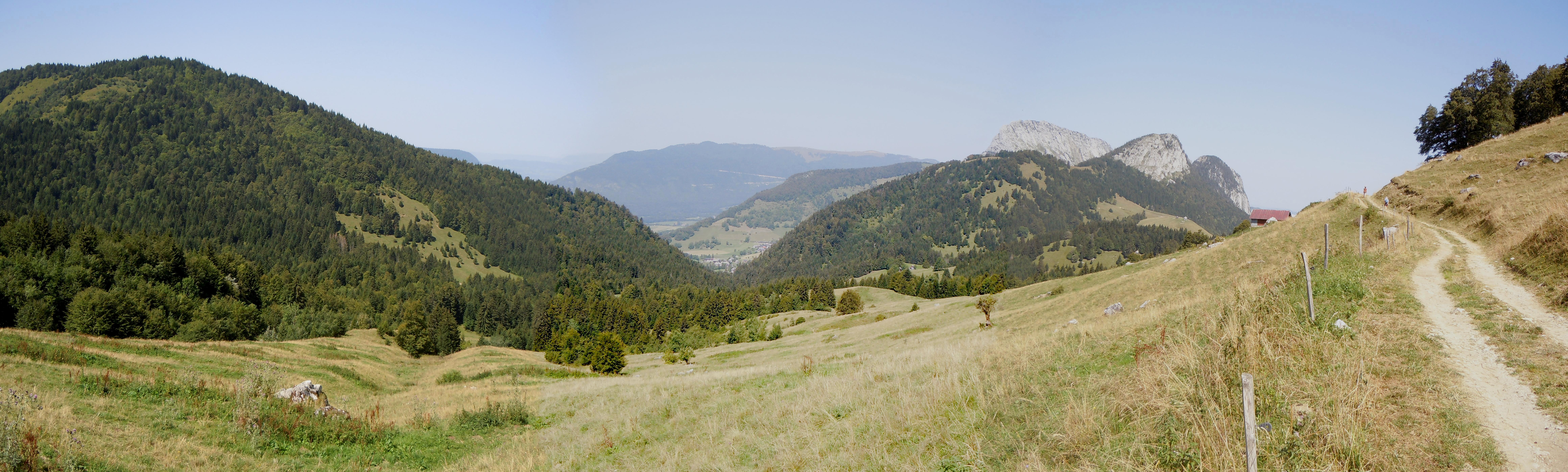
Vue de la Bellecombe depuis les alpages du Golet de Doucy avec, au fond à droite, le roc des Bœufs et le col de Bornette à droite.

## Protection environnementale
Les alpages et la forêt du Golet de Doucy font partie de la zone naturelle d'intérêt écologique, faunistique et floristique de type II des Massifs Orientaux des Bauges.